# Joseph Wagenbach
Heinrich Joseph Wagenbach (* 26. Juli 1900 in Hundsangen; † 10. September 1980 in Neuenhain, zu Bad Soden am Taunus) war ein hessischer Politiker (CDU), Abgeordneter des Hessischen Landtags und Landrat im Landkreis Gießen (1945–1946) sowie im Main-Taunus-Kreis (1946–1966).

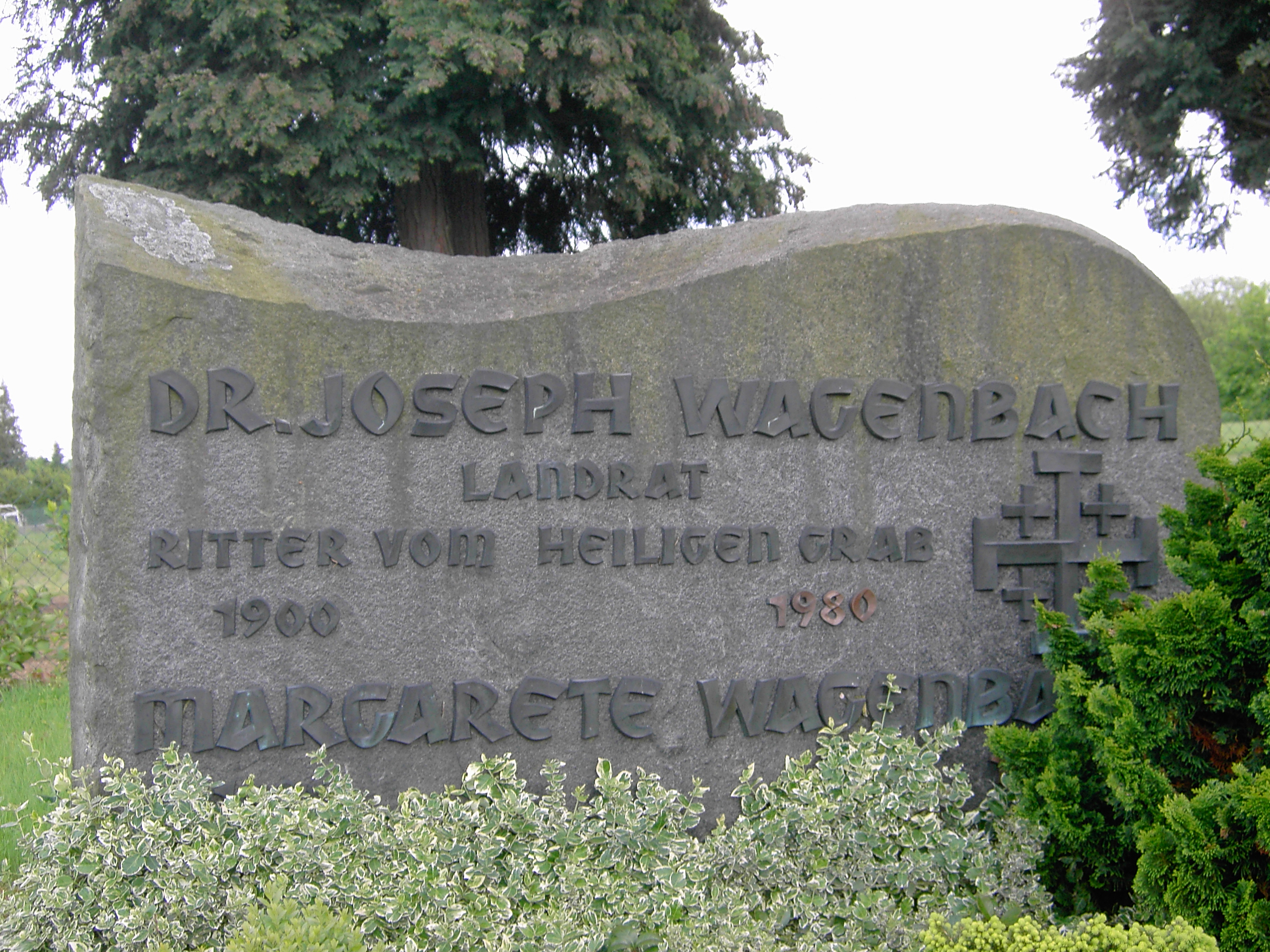

## Familie
Heinrich Joseph Wagenbach war der Sohn des Maurerpoliers Joseph Wagenbach und dessen Ehefrau Margarethe. Er ist Vater des Verlegers Klaus Wagenbach.

## Beruf
Joseph Wagenbach legte das Abitur 1921 am humanistischen Gymnasium Hadamar ab und studierte an den Universitäten Marburg, Freiburg, Münster und Gießen Rechtswissenschaft, Volkswirtschaft und Philosophie. Er schloss das Studium 1924 als Diplom-Volkswirt ab und promovierte 1926 in Gießen zum Dr. phil. Von 1926 bis 1933 arbeitete er als Reichsgeschäftsführer des Bundes Deutscher Bodenreformer, 1933 bis 1945 bei der Deutschen Bau- und Bodenbank in Berlin.

## Politik
Wagenbach war 1945 Gründungsmitglied der CDU. Am 1. Juni 1945 ernannte ihn die amerikanische Militärregierung zum Landrat des Landkreises Gießen. Vom 1. Juli 1946 bis zum 30. Juni 1966 war er Landrat des Main-Taunus-Kreises. Vom 15. Juli 1946 bis zum 30. November 1946 war er Mitglied der Verfassungberatenden Landesversammlung, vom 7. Januar 1947 bis zum 30. November 1950 Mitglied des Hessischen Landtags. Dort war er Vorsitzender des Ausschusses für Ernährung und Landwirtschaft.

## Sonstige Ämter und Engagements
Joseph Wagenbach war 1946 bis 1964 Gründer, Präsident und später Ehrenpräsident des Hessischen Sparkassen- und Giroverbandes, Stellvertretender Vorsitzender des Verwaltungsrates der Helaba und des Deutschen Sparkassen- und Giroverbandes.
Joseph Wagenbach engagierte sich für zahlreiche Sozialprojekte im Heiligen Land. 

## Ehrungen
- 1950 Ehrenbürger von Oberreifenberg und Niederreifenberg
- 1959 wurde er vom Kardinal-Großmeister Nicola Canali zum Ritter des Ordens vom Heiligen Grab zu Jerusalem ernannt und am 26. September 1959 im Fuldaer Dom durch Lorenz Jaeger, Erzbischof von Paderborn und Großprior der Deutschen Statthalterei in den Päpstlichen Laienorden investiert.[2] Er war Mitglied im Deutschen Verein vom Heiligen Lande.
- 1963 Großes Verdienstkreuz des Verdienstordens der Bundesrepublik Deutschland
- 1977 Wilhelm-Leuschner-Medaille, die höchste Auszeichnung des Landes Hessen.

## Werke

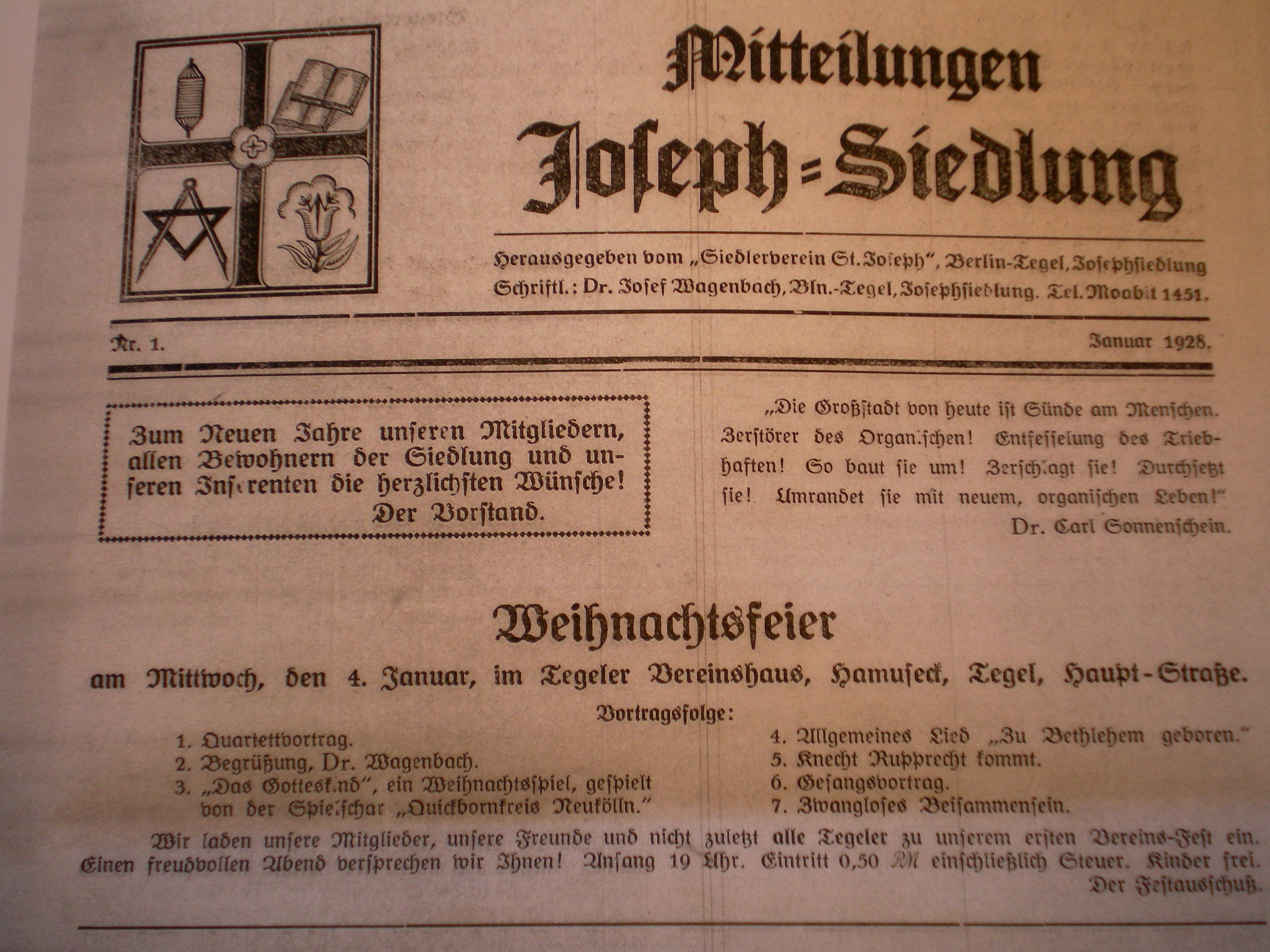
Erste Nummer des ersten Jahrgangs der Mitteilungen der Josephsiedlung, Berlin-Tegel.

Neben seinen akademisch-beruflichen Schriften veröffentlichte Wagenbach auch heimatkundliches Schrifttum zum Westerwald und zu Berlin-Tegel:
- Hundsangen – Heimat. Festschrift zur Erinnerung an die 200-Jahrfeier des Bestehens der Pfarrkirche zu Hundsangen. Selbstverlag, "22. im Ernting (August) 1926", 55 Seiten.
- Als Schriftleiter: Joseph-Siedlung. Mitteilungen, ab Januar 1928.
- Hundsangen – Heimat. Hg. von der Gemeinde Hundsangen. Selbstverlag, "Weihnachten 1963 / Neujahr 1964", 234 Seiten.